# Nils Dencker (folkhögskollärare)
Nils Johan Henning Dencker, född 29 april 1887 i Västra Broby, Kristianstads län, död 12 augusti 1963 i Uppsala, var en svensk folkhögskollärare, folkmusik- och folklivsforskare och spelman.

## Biografi
Dencker studerade naturvetenskap i Lund och avlade en fil.kand. 1911. Samma år blev han lärare vid Östergötlands folkhögskola. Han bedrev vidare studier i Göttingen och Berlin 1914. Från 1918, fram till sin pensionering var Dencker sedan anställd vid Åsa folkhögskola. År 1957 promoverades han till hedersdoktor vid Uppsala universitet.
Dencker intresserade sig tidigt för folkmusik och folkliga traditioner; han upptecknade visor, låtar och lekar och var en flitig skribent i många tidskrifter. Han är gravsatt på Uppsala gamla kyrkogård.